# Yariv Levin

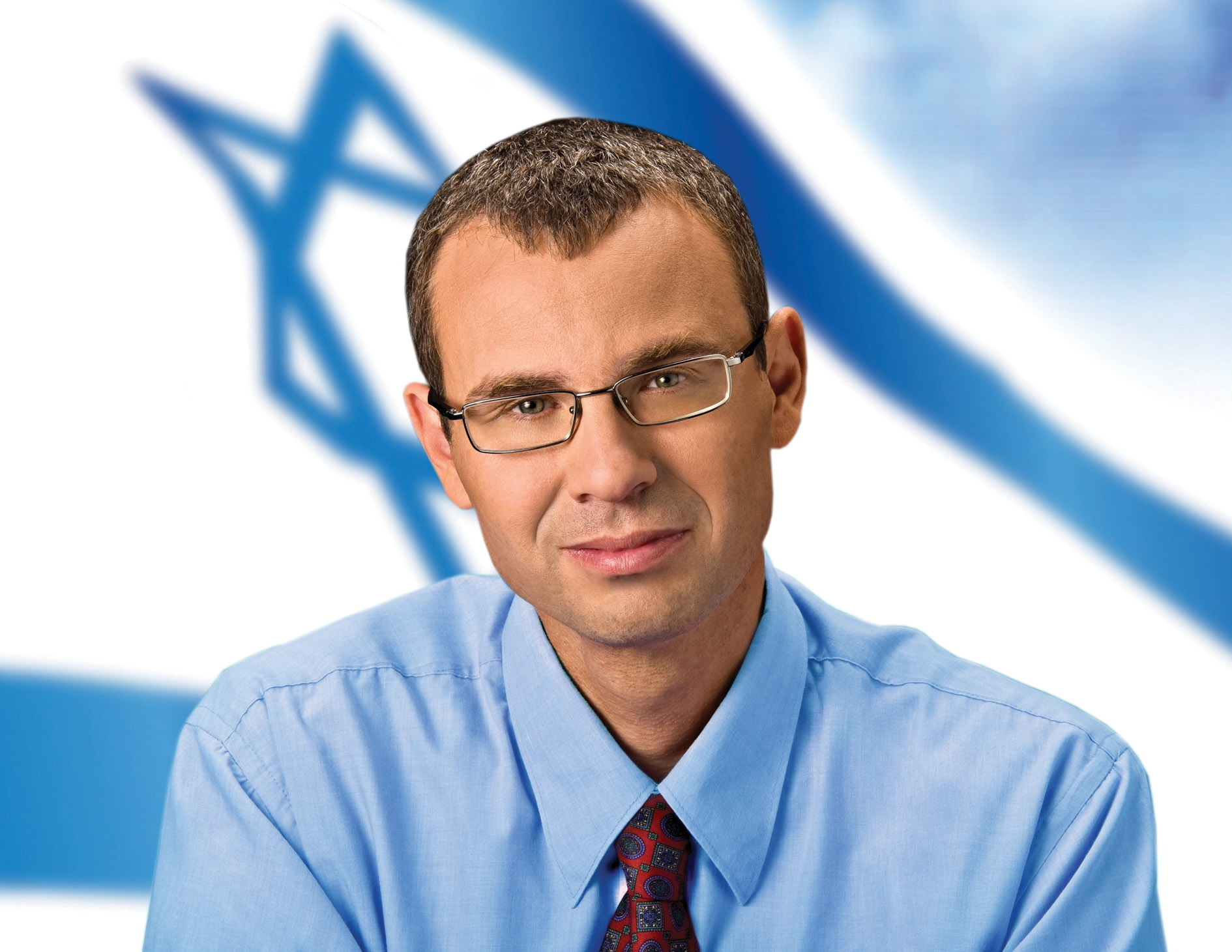
Yariv Levin

Yariv Gideon Levin (hebräisch יריב גדעון לוין‎, * 22. Juni 1969 in Jerusalem) ist ein israelischer Rechtsanwalt und Politiker der Partei Likud.

## Leben
Levin studierte Rechtswissenschaften an der Hebräischen Universität Jerusalem in Jerusalem und ist als Rechtsanwalt in Israel tätig. Seit 2009 ist er Abgeordneter des Likuds in der Knesset. Er legte mit anderen Abgeordneten einen 16 Punkte umfassenden Gesetzentwurf vor, der eine Basis für das 2018 verabschiedete Nationalstaatsgesetz bildete. 2015 war Levin Minister für Öffentliche Sicherheit, von 2015 bis 2020 Minister für Tourismus und von 2018 bis 2019 geschäftsführender Einwandererminister. Als Tourismusminister befürwortete und förderte er den Bau einer 1,4 Kilometer langen Seilbahn quer durch Jerusalem, die vom Westen der Stadt bis an die Westmauer führen soll. Vom 17. Mai 2020 bis zum 13. Juni 2021 war er Sprecher der Knesset, als Nachfolger von Benny Gantz. Er wiederum wurde von Mickey Levy abgelöst.
Seit 29. Dezember 2022 ist Levin Justizminister im Kabinett Netanjahu VI. Als solcher ist er die „treibende Kraft“ hinter der umstrittenen Justizreform.
Trotz einer Anordnung des Obersten Gerichtes weigert sich Levin seit 2023 den Ausschuss einzuberufen, der die Richter für den Obersten Gerichtshof in Israel vorschlägt. Daher bleibt die Position des obersten Richters sowie 50 weitere Richterstellen unbesetzt.
Als Reaktion auf eine Rede des Verlegers und Chefs der Haaretz-Gruppe, Amos Schocken, in der Schocken die Politik der Regierung als eine Form der „Apartheid“ kritisierte, palästinensische Demonstranten im Westjordanland als „Freiheitskämpfer“ bezeichnete und Sanktionen gegen Israel forderte, schrieb Yariv Levin am 31. Oktober 2024 einen Brief an Generalstaatsanwältin Gali Baharav-Miara und forderte sie auf, einen Gesetzesvorschlag auszuarbeiten, der Handlungen von Israelis unter Strafe stellt, die „die Verhängung internationaler Sanktionen gegen Israel, seine Führer, seine Sicherheitskräfte und die Bürger Israels fördern oder dazu ermutigen“, wobei die Haftstrafe zehn Jahre betragen und in Kriegszeiten verdoppelt werden soll.
Anfang Juli 2025 gehörte Levin zu den Unterzeichnern eines Briefes an Ministerpräsident Netanjahu, in dem 14 Minister der Likud-Partei sowie Knesset-Sprecher Amir Ohana die sofortige Annexion des Westjordanlandes forderten.
Levin ist verheiratet, hat drei Kinder und wohnt mit seiner Familie in Modi’in. Er spricht fließend Arabisch.